# Nicolaas Pieneman
Nicolaas Pieneman (prononcé en néerlandais : [ˈnikoːlaːs ˈpinəˌmɑn]) est un peintre, collectionneur d'art, lithographe et sculpteur néerlandais.  

## Biographie
Nicolaas Pieneman est né le 1er janvier 1809, à Amersfoort, dans le Royaume de Hollande. Il était le fils du peintre Jan Willem Pieneman. 
Pieneman a étudié sous la direction de son père et également à l'Académie royale des beaux-arts d'Amsterdam; il était un élève de Jean Baptiste Madou. Il s'est spécialisé dans les peintures d'histoire récente et dans les portraits. C'était un ami de Guillaume II des Pays-Bas ; il a peint l'inauguration du roi en 1840 et de nombreux membres de la famille royale. Ses élèves étaient Jan Daniël Beijnon, Johannes Arnoldus Boland, Conradijn Cunaeus, Bernard te Gempt, Hendrik Hollander, Willem Johann Martens, Johan Heinrich Neuman, Jan Frederik Tack et Antonie Frederik Zürcher. 
En juillet 1855, Jan Hendrik Donkel Curtius (l'Opperhoofd de Nagasaki) enregistra la présentation d'un portrait à l'huile du roi Willem III par Pieneman, avec le bateau à vapeur Soembing. 
Pieneman est décédé le 30 décembre 1860 à Amsterdam. 
Son petit-fils Nicolaas Pieneman (1880-1938), peintre également, a participé au concours artistique des Jeux olympiques d'été de 1928.

## Honneurs et affiliations
Il était un membre de quatrième classe de l'Académie Royale des Arts et des Sciences des Pays-Bas puis Natura Artis Magistra à partir de 1852. Il était membre de la Société Arti et Amicitiae. 
Il était chevalier de l'ordre du Lion des Pays-Bas, commandeur de l'ordre d'Adolphe de Nassau et nommé à l'ordre de l'étoile polaire. 

## Œuvres

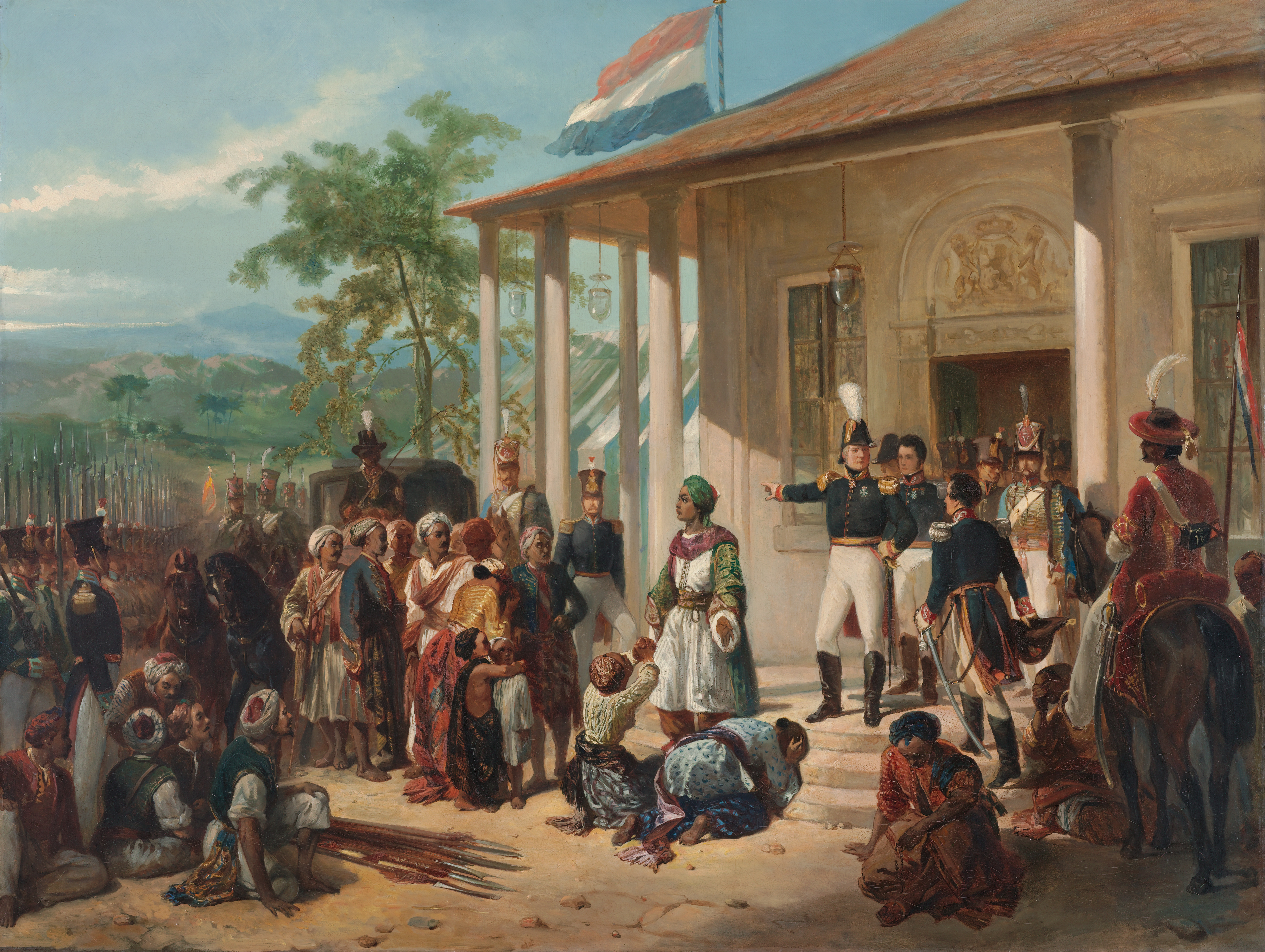
La Soumission du prince Dipo Negoro au général De Kock ( c. 1830-1835).
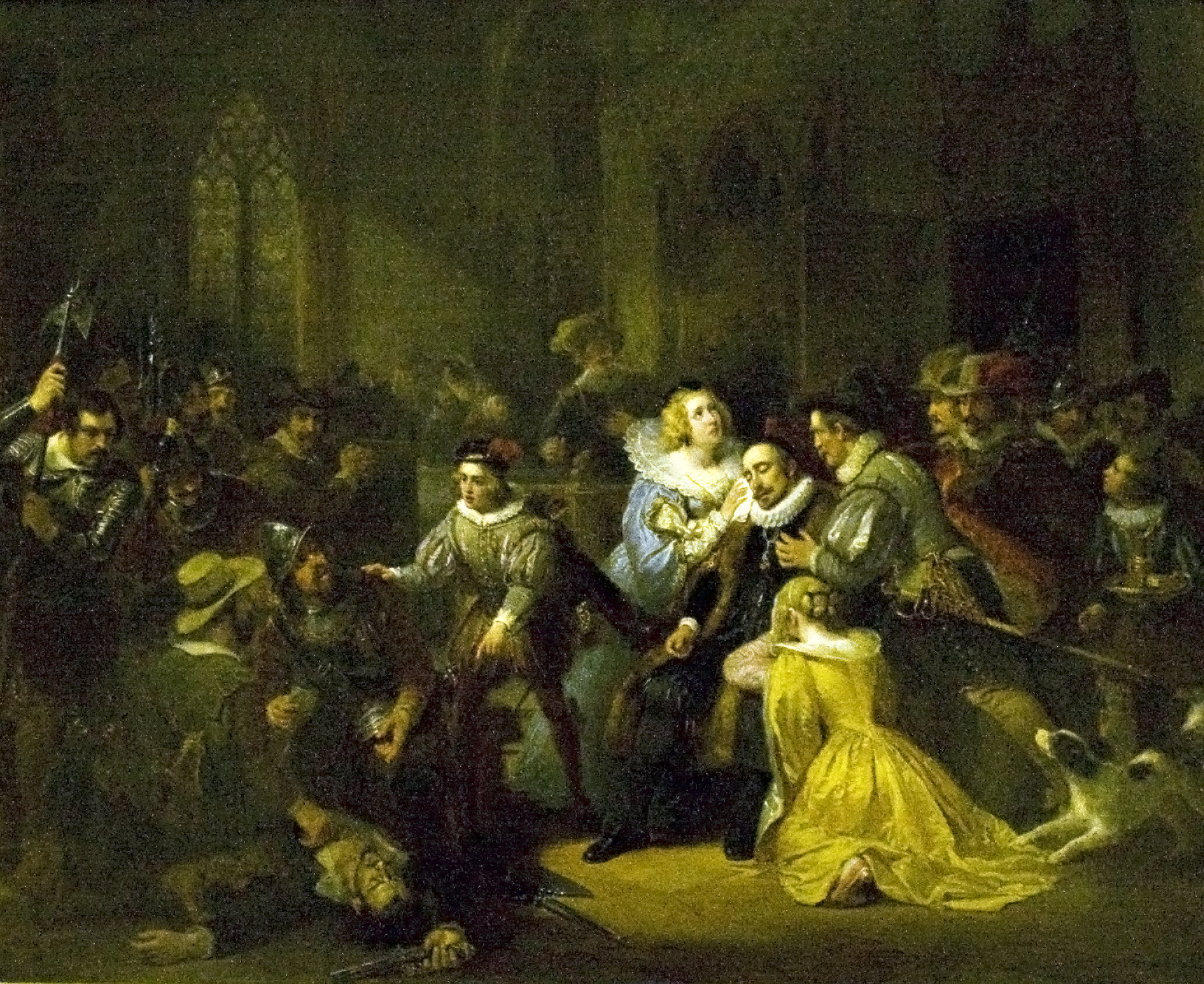
Tentative de meurtre contre Guillaume le Silencieux en 1582 (1838).
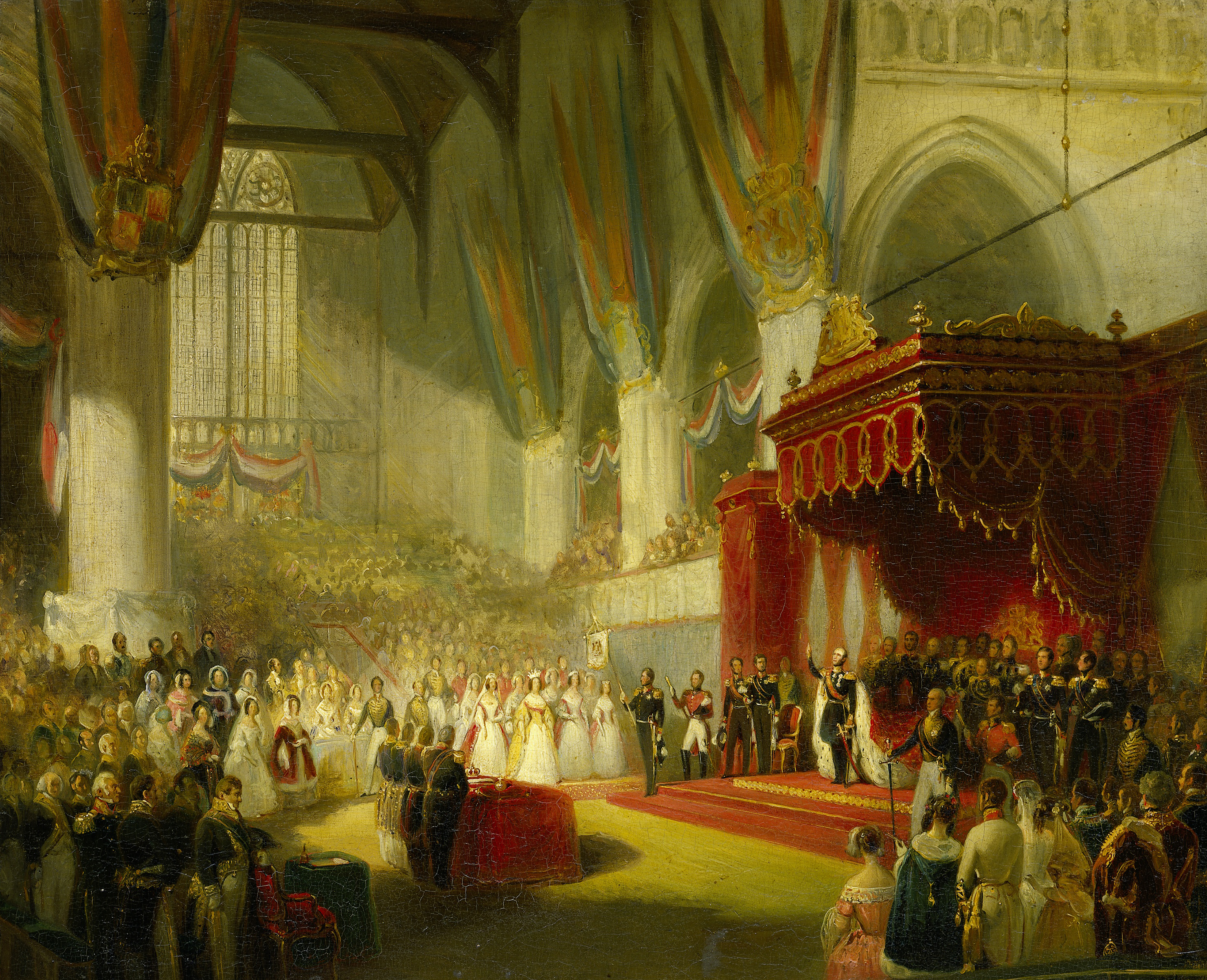
L'inauguration du roi Guillaume II au Nieuwe Kerk d'Amsterdam le 28 novembre 1840 (1840–1845).
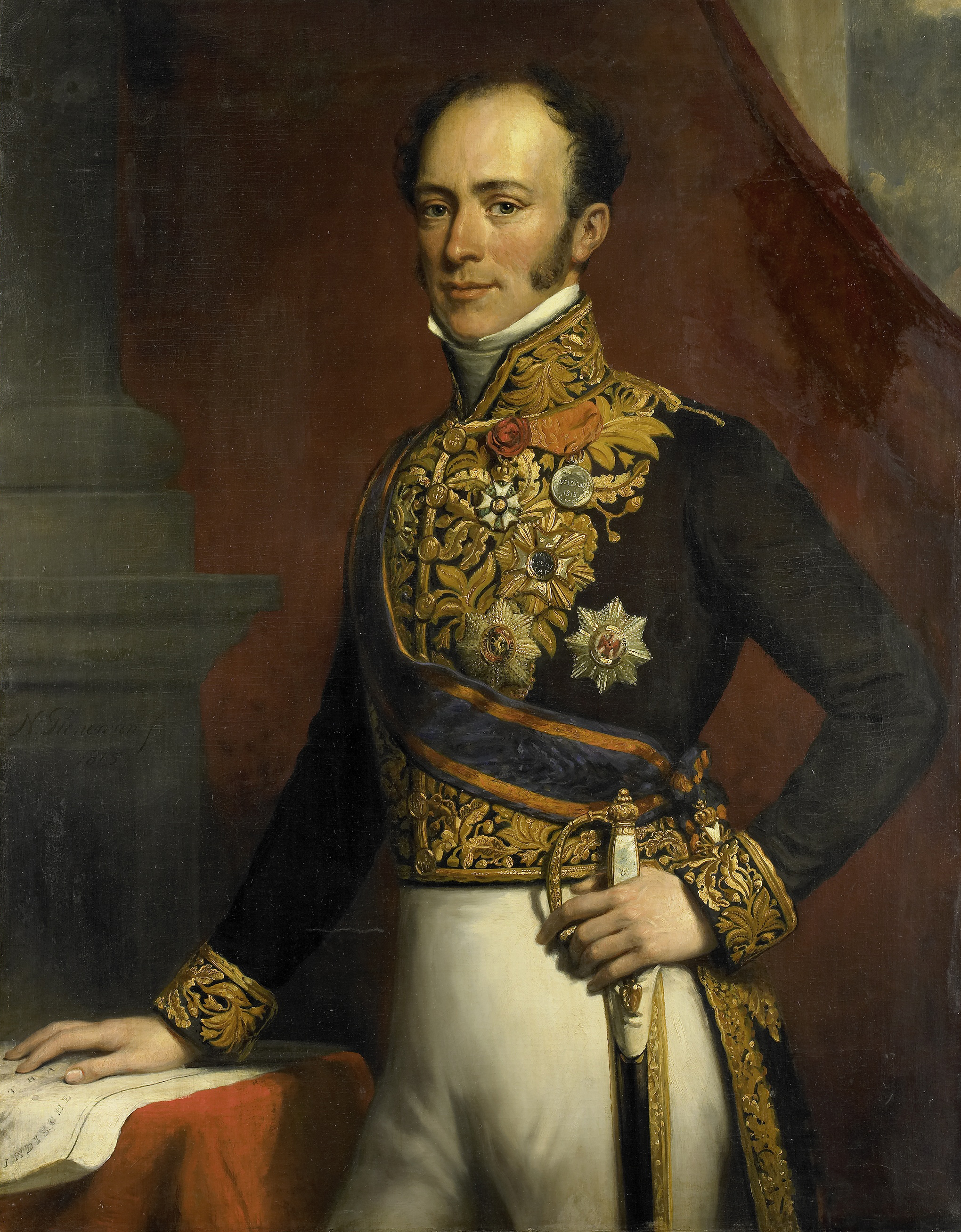
Portrait de Jan Jacob Rochussen, gouverneur général des Indes néerlandaises (1845).
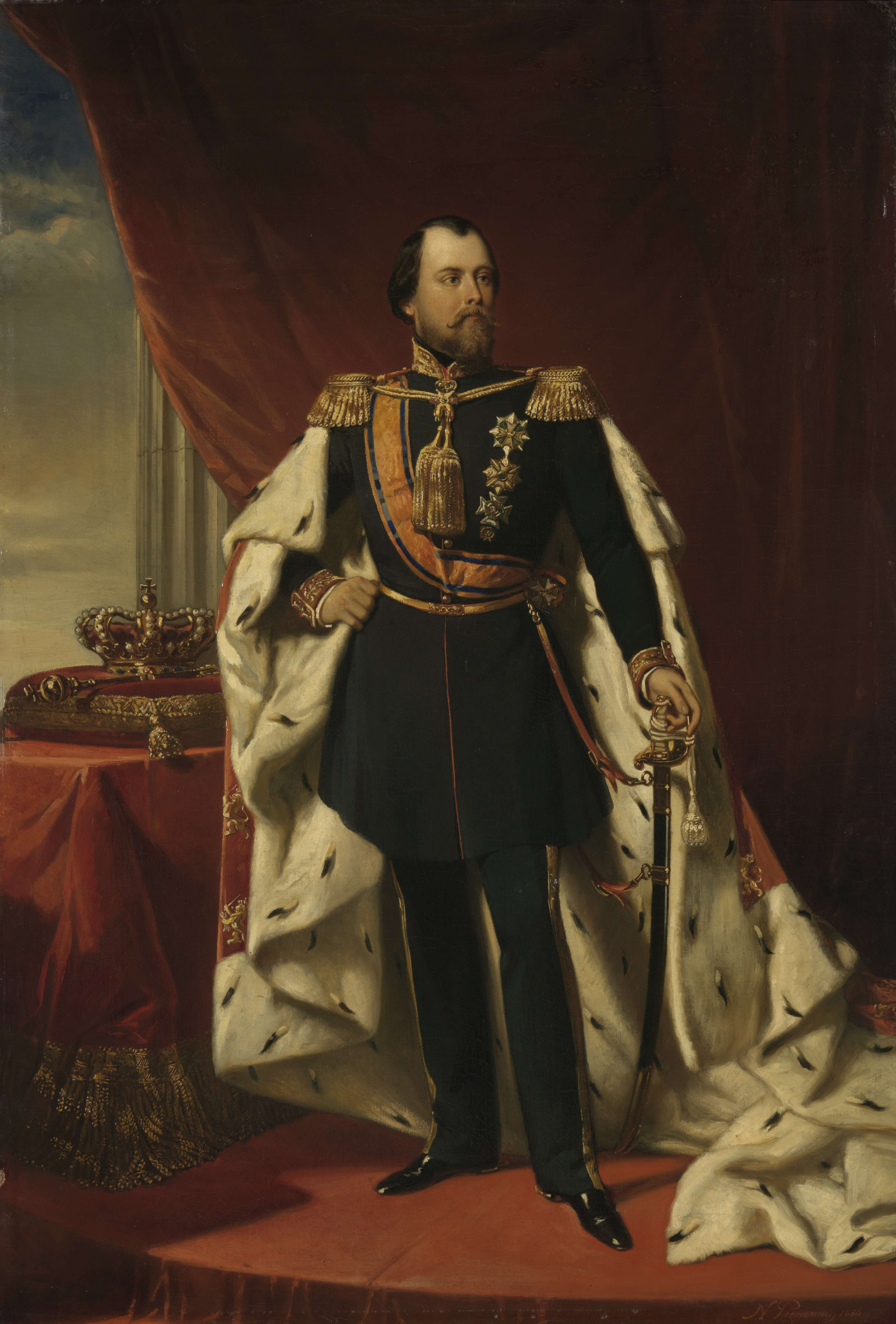
Portrait de Guillaume III, roi des Pays-Bas (1856).
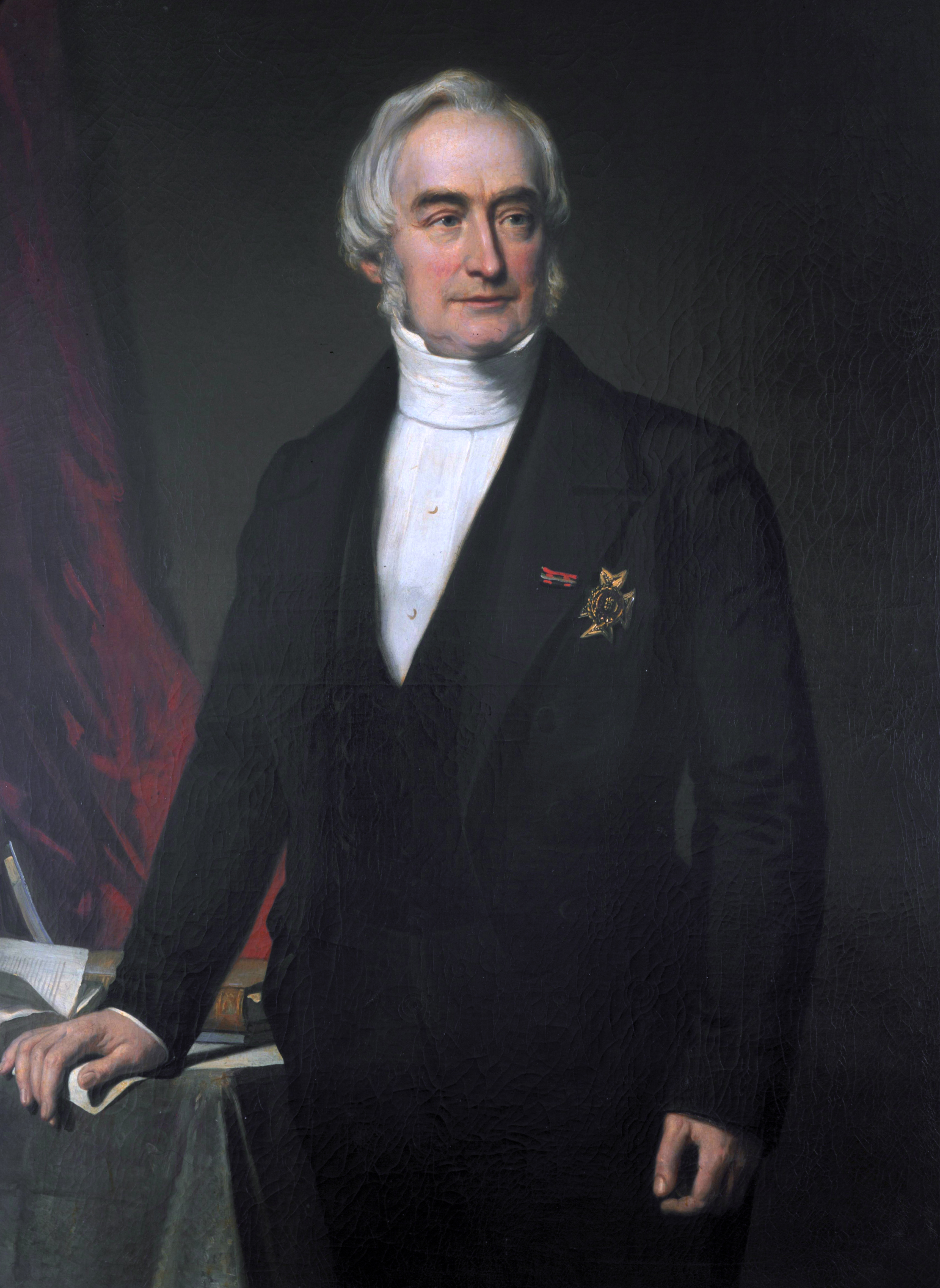
Portrait de Johannes Bosscha (1857).
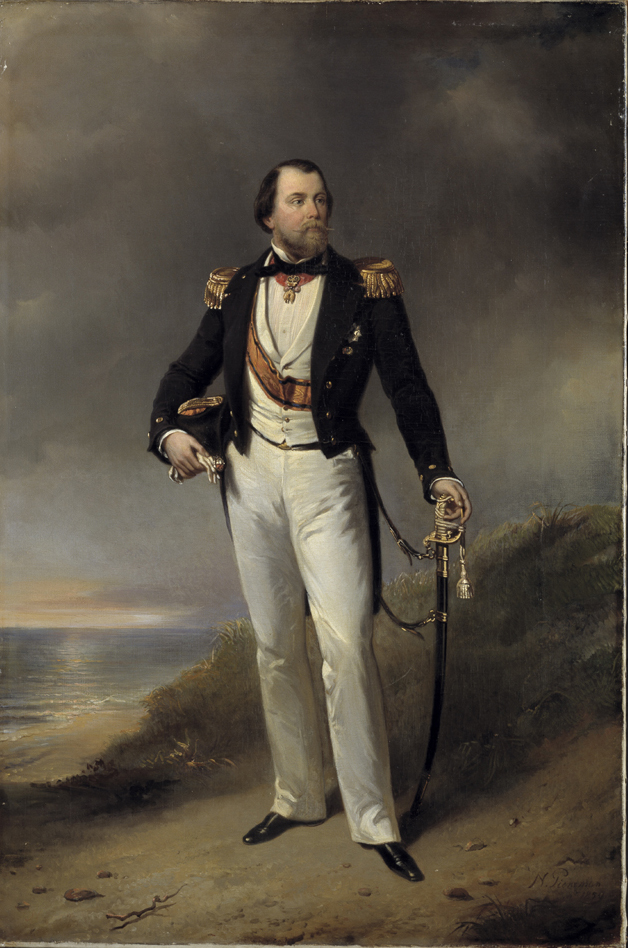
Portrait du roi Guillaume III (1859).
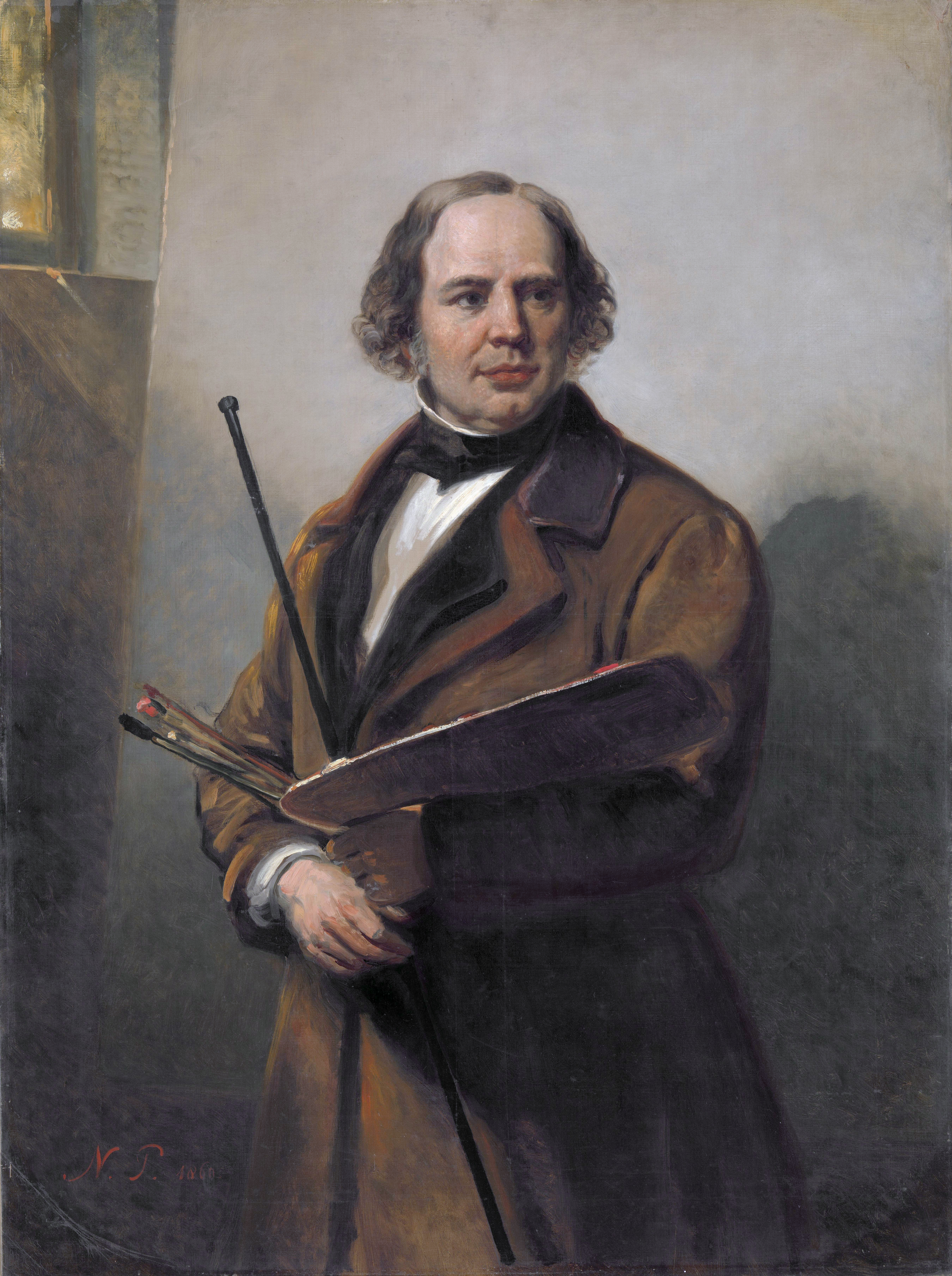
Portrait de Jan Willem Pieneman, peintre, père de Nicolaas Pieneman (1860).